# Улич
Улич (словац. Ulič, угор. Utcás) — село, громада в окрузі Снина, Пряшівський край, Словаччина. Кадастрова площа громади — 25,15 км². Населення — 863 особи (за оцінкою на 31 грудня 2017 р.).
Розташоване в північно-східному куті Словаччини, біля кордону з Україною, в долині Збойського потока та річки Улички.

## Історія
Давнє лемківське село. Вперше згадується 1451 року.
Вбивство 14 євреїв місцевими селянами у грудні 1945 р. комуністичною пропагандою наступні півсторіччя приписувалось рейдові УПА, котрий насправді проходив кількома місяцями раніше.

## Населення
| Рік:            | 1993 | 2003    | 2013     | 2023     |
| --------------- | ---- | ------- | -------- | -------- |
| Кількість осіб: | 1138 | 1066    | 916      | 810      |
| Різниця:        |      | -6,32 % | -14,07 % | -11,57 % |

| Рік:            | 2022 | 2023    |
| --------------- | ---- | ------- |
| Кількість осіб: | 812  | 810     |
| Різниця:        |      | -0,24 % |

В селі проживає 984 особи.
Національний склад населення (за даними перепису населення 2001 року):
- словаки — 70,96 %
- русини — 21,06 %
- цигани (роми) — 4,55 %
- українці — 2,50 %
- чехи — 0,28 %

Склад населення за приналежністю до релігії станом на 2001 рік:
- православні: 47,03 %
- греко-католики: 34,42 %
- римо-католики: 4,08 %,
- не вважають себе віруючими або не належать до жодної з вищезгаданих церков: 5,56 %

## Люди
В селі народився Барна Іван Михайлович (1917—1987) — український майстер різьблення по дереву.